# I Love Gjoni
Az I Love Gjoni (a logóban: I ♥ Gjoni) egy társkereső műsor, amelyben Delhusa Gjon énekes keres párt magának. A televíziós sorozatot 2010-ben forgatták le, és eredetileg ugyanezen év őszétől került volna az RTL Klub adásába, azonban bejelentették, hogy a bemutatást elhalasztják 2011 őszére. Ennek ellenére az utóbbi ígéret is elmaradt, így csak 2012-ben kezdték leadni az RTL II csatornán. Ezt megelőzően 2012. szeptember 30-án volt egy előpremier az RTL Klub-on este 7-kor, majd 2014. január 12.-én este 23:10-kor a Prizma TV sugározza. A valóságshow, amelyet a Benkő feleséget keres című műsor mintájára készítettek, egy villában játszódott. A feleségkeresésben Gjoninak két segítőtársa is van: Keleti Andrea és Fekete Pákó.